# Pettenbach
Pettenbach è un comune austriaco di 5 182 abitanti nel distretto di Kirchdorf an der Krems, in Alta Austria; ha lo status di comune mercato (Marktgemeinde).